# Kibla (islam)
Kibla (arap. قبلة) je arapska reč za smer prema kojem bi trebalo da bude okrenut musliman tokom molitve. Većina džamija ima mihrab u zidu koji pokazuje smer kible. 
Kibla je važna ne samo u namazu, nego i svakodnevnim verskim ceremonijama. Glava životinje koja se kolje mora biti okrenuta prema kibli, kako bi se ispunio jedan od preduslova da bi meso te životinje bilo halal, odnosno dozvoljeno po islamskim normama. Nakon smrti, muslimani se sahranjuju tako da im je desna strana tela okrenuta prema kibli.

## Istorija kible
U prvo vreme islama, smer kible je bio u pravcu Brda hrama u Jerusalimu. Ovo je trajalo samo 17 meseci, nakon čega je kibla promenjena u Ćabu u Meki. Prema Muhamedovim savremenicima, promena se desila iznenada tokom poslepodnevnog namaza (većina istoričara se slaže da je to bilo tokom Ikindija-namaza). Muhamed je predvodio molitvu, kada je primio vest od Alaha da treba da smatra Ćabu za kiblu. Prema istorijskim zapisima, čim je primio vest, Muhamed se okrenuo prema Kabi, a sledili su ga i ostali vernici.
Muslimani se ne okreću prema Kabi zbog toga da bi se klanjali samoj Kabi ili sadržaju Kabe;
Ćaba je jednostavno fokusna tačka za klanjača, mesto prema kojem se treba okrenuti u molitvi. 
Nekada su muslimani tokom putovanja često koristili astrolab da bi pronašli smer kible.

## Određivanje smera kible

### Tradicionalni metod
U poslednjih 1000 godina, nekoliko muslimanskih matematičara i astronoma su raspravljali o pravom načinu određivanja smera kible sa bilo kojeg mesta na zemlji. Svi se slažu da postoje dva trenutka u godini kada je sunce direktno iznad Kabe, što znači da će senka bilo kog predmeta, na bilo kom mestu na zemlji pokazivati smer suprotan od Kabe. Ovo se dešava svakog 28. maja u 9:18 i 16. jula u 9:27 po GMT-u.
Naravno, u bilo koje vreme, je samo polovina zemaljske kugle osunčana. Postoje i dva trenutka u svakoj godini kada je sunce tačno na suprotnoj strani od Kabe. U to vreme pravac senki na bilo kom osunčanom mestu će pokazivati u pravcu kible. Ovo se dešava svakog 28. novembra u 21:09 i 16. januara u 21:29 po GMT-u.
Treba imati u vidu i jednu napomenu povodom oblika Zemlje a to je da je smer kible u onom smeru u kojem je najkraći put od date tačke do Meke.

### Razmimoilaženja
U novije vrijeme, neki muslimani iz Severne Amerike su prijavili problem kod tradicionalnog određivanja smera, zbog toga što se dešava situacija da je npr. na Aljasci kraći put do Meke severno od Aljaske nego jugoistočno (što predstavlja poziciju Meke u odnosu na Aljasku). 
Ovi muslimani smatraju da je jedini ispravni način određivanja pravog smijera kible crtanje linije sa tog mjesta prema Meki na Merkatorovoj projekcionoj mapi, a da pravilo da je potrebno da to bude najkraći put prema Meki sa tog mjesta nema osnova. 
Najveći broj programa za računanje smera kible koristi tradicionalistički metod.

## Budući problemi
U aprilu 2006, Angkasa, Malezijska svemirska agencija, sponzorisala je naučnike da pokušaju da reše problem određivanja smera kible iz orbite. Ovo nije samo hipotetički problem otkako je ruska Federalna Svemirska agencija odlučila da će 2007. godine poslati Malezijskog astronauta u orbitu, koji će najverovatnije biti musliman.

## Spoljašnje veze
- Pravac kible
- Muslimanski astronomi
- Svetski kibla lokator
- Sve informacije o Kabi Архивирано на веб-сајту  (1. мај 2009)